# Волок Людмила Борисівна
Людмила Борисівна Волок (31 січня 1968, смт. Царичанка, Дніпропетровської області) — українська письменниця, авторка жіночих романів та книг для дітей. Живе та працює в м.Київ.

## Біографія
Людмила Волок народилася 31 січня 1968 року в смт Царичанка Дніпропетровської області. Закінчила Царичанську загальноосвітню школу № 1. У 1987 році вступила до Київського державного університету ім. Т. Г. Шевченка на факультет журналістики. Закінчила у 1992 році, згодом випуск назвали «золотим» — на цьому ж курсі вчилися Андрій Кокотюха, Сергій Таран, Сергій Руденко, Микола Княжицький, Анжеліка Рудницька та інші талановиті випускники факультету.
З 1992 року працює у Києві.
З 1998 року — головна редакторка lifestyle-журналів та практичних посібників. З 2016 року — директорка з комунікацій у чайній компанії «Мономах».
Брала участь у зустрічі з читачами.

## Творчість
|  | Писати почала у три роки. Зацікавлену аудиторію складала бабуся Дуня, яка гляділа мене малу, і всі твори сприймала дуже схвально і з великим захопленням, бо я любила манну кашу і взагалі їла все, що дадуть, а бабуся Дуня готувала багато і смачно. Це позитивно вплинуло на мою самооцінку як письменниці, але негативно - на стосунки з їжею, бо я досі її люблю |

 — Людмила Волок
|  | Наш університетський викладач літератури, професор Анатолій Погрібний часто повторював на лекціях: «Я знаю, що ви всі з часом захочете стати письменниками. Так от, моя вам порада: якщо можете не писати – не пишіть!». Я трималася, скільки могла. Та з часом сили стали не ті, і я здалася |

 — Людмила Волок
Книги пише з 2013 року. Основний жанр — жіночі романи.
|  | У кожному з моїх романів є те, що так потрібно жінці: романтика, любов і віра в себе. А ще – жіноча сила. Це те, що тримає Україну, і допомагає всім нам вистояти: сила українських жінок |

 — Л.Волок

## Відзнаки
- Переможниця Всеукраїнського видавничого конкурсу «Обкладинка року» (Київ, 2005).
- Лауреатка Всеукраїнського журналістського конкурсу «Здоровим бути вигідно» (Київ, 2013).
- Переможниця Міжнародного літературного конкурсу «Корнійчуковська премія» (Одеса, 2016)[2].
- Фіналістка міжнародного літературного конкурсу Open Eurasian Literature Festival & Forum (Лондон, 2016).
- Фіналістка Міжнародного літературного конкурсу «Корнійчуковська премія» (Одеса, 2018).
- Фіналістка Міжнародного літературного конкурсу «Без меж» (Одеса, 2018)
- Переможниця Всеукраїнського літературного конкурсу «Напишіть про мене книжку» (Київ, 2018)[3].